# Painel (Seiça)
Painel é um lugar pouco populoso localizado na freguesia portuguesa de Seiça, no Município de Ourém, sendo grande parte dos seus poucos moradores descendentes de Salustiano Faria. É neste lugar que está edificada a Adega Cooperativa de Ourém e localizado um local de oração famoso e bem conhecido pelos fregueses da zona, cujo nome era Painel.

## Painel, o local de oração
No final do século XIX, Salustiano Faria pretendeu adquirir um pinheiro de grande porte que se encontrava no limite da Quinta do Casal dos Frades com a Estrada Nacional 356. Ao contactar o dono da Quinta, este não se mostrou interessado em vender o referido pinheiro porque a árvore era diferente das outras, visto que tinha cravada uma cruz.
Acabaram por chegar a acordo da venda do pinheiro, mas, em contrapartida, Salustiano Faria tinha de construir um pequeno local de oração que substituísse a referida cruz. Este local de oração passou a chamar-se Painel. Na época, como não havia muitos meios de transporte, a maioria das pessoas deslocavam-se a pé e sempre que passavam em frente do Painel benziam-se e colocavam lá a sua esmola. Com esse dinheiro eram mandadas celebrar missas pelas almas do Purgatório.
Ainda hoje se continua a guardar o dinheiro das esmolas para as almas do Purgatório, estando essa tarefa a cargo da senhora Ermelinda(neta de Salustiano Faria), que vive no lugar do Painel.